# 瓦町 (高松市)
瓦町（かわらまち）は、香川県高松市中心部の町丁。郵便番号は760-0054。一丁目〜二丁目が存在する。住居表示に関する法律に基づく住居表示は実施されていない。

## 地理
高松市役所より0.5km、高松市中心部の都心に位置し、東はことでん琴平線の鉄道敷によって区切られ、西は南新町商店街に面した建物の裏手から、北は国道11号、南は菊池寛通りに面した建物までが含まれる。町内を南北に通るトキワ新町商店街（トキ新）は飲食店が密集し、周辺は四国屈指の繁華街を形成している。
2010年国勢調査による人口は479人（男219人/女260人）、世帯数は238世帯、面積は8万9608.20m2、人口密度は5345.5人/km2。公立小学校・中学校の校区は全域が高松第一小学校・中学校（小中一貫）に属している。
町内における都市計画法に基づく用途地域は全域が商業地域で、容積率は大部分が500%、国道11号に面した部分（南側については街区全体、北側については国道11号に面した敷地のみ）が600%である。

## 歴史
1958年（昭和33年）に東瓦町、西瓦町の大部分と南新町、古馬場町、福田町、塩上町、新瓦町の各一部から新設。1964年（昭和39年）には福田町の一部を瓦町一丁目に、八坂町・塩上町の各一部を瓦町二丁目に編入した。
このような変遷を辿り、かつての一連の「瓦町」を冠する町々は大部分が瓦町と常磐町の2町にまとめられた。おおむね現在の瓦町一丁目が東瓦町、南東部を除く瓦町二丁目が西瓦町、瓦町二丁目の南東部と常磐町一丁目が新瓦町、常磐町二丁目が南瓦町であった。この時の名残は現在ではほとんど残っていないが、バス停の名称としてのみ「南瓦町」が残っている。
戦後までの瓦町は元々東浜村の一部で、江戸期に高松城下町の一部となった。地名の由来は瓦焼師が多く住んでいたことによる。江戸時代の高松城下ではしばしば大火が発生していたため、その度に従来の茅葺から瓦葺きの屋根に葺き替える民家が多く、瓦の需要は常に大きかった。明治中期頃から大正期にかけても玉屋・備前屋・水屋・岡の屋などの瓦焼業が存在している。
天保元年には東浜村の一部であった新瓦町が高松城下の1町となる。その後もこのあたりは明治時代まで東部・南部にほとんど民家は無く、野原の中に千日石碑が建っていた。1902年（明治35年）には新瓦町尋常小学校が設置され、1909年（明治42年）には市内では最初の青年団である新瓦町青年団が結成されている。
1832年（天保3年）には東瓦町と西瓦町に分けられたが、以後も両町の総称として瓦町は用いられた。その後、徐々に瓦町を称する町は増え、最終的には4町が瓦町を名乗るようになる。これら瓦町は早い時期から城下町に組み入れられて町名も与えられ、広大な範囲を指すようになったが、町内には田圃と曲がりくねった道に棟割長屋のような民家がわずかに点在するだけの寂しい場末の町であった。このような状況は1945年（昭和20年）の高松空襲まで続く。

## 主要施設
掲載順は地番の順序による
| - Webase高松 - 愛媛銀行高松支店 - 商工組合中央金庫高松支店 - ロイヤルパークホテル高松 - 高松信用金庫本店 - ドーミーイン高松 - 高善寺 | - 高松市瓦町小公園 - 高松瓦町郵便局 |